# دائرة باب العسة (المغرب)
باب العسة هي قرية و دائرة إدارية مغربية شمال شرق مدينة أحفير، ضمن إقليم بركان شمال شرق البلاد.